# James Garner (fodboldspiller)
 For den amerikanske skuespiller, se James Garner.
James David Garner (født d. 13. marts 2001) er en engelsk professionel fodboldspiller, som spiller for Premier League-klubben Everton.

## Klubkarriere

### Manchester United
Garner kom igennem Manchester Uniteds ungdomsakademi, og fik sin førsteholdsdebut den 27. februar 2019, da han blev skiftet på banen i slutningen af en Premier League kamp imod Crystal Palace.

#### Lån til Watford
Garner blev i september 2020 udlejet til Watford. Garner havde en god start til sin tid hos Watford, men efter træner Vladimir Ivić blev fyret og erstattet med Xisco Munoz, fik Garner markant reduceret sin spilletid. Manchester United besluttede derfor at opsige lejeaftalen den 30. januar 2021.

#### Lån til Nottingham Forest
Samme dag som hans lejeaftale hos Watford var blevet opsagt, blev det annonceret at han ville blive udlejet til Nottingham Forest for resten af sæsonen. Garner imponerede i sin halve sæson med Forest, og i august 2021 skrev han en ny kontrakt med Manchester United, og blev lejet tilbage til Forest for 2021-22 sæsonen.

### Everton
Garner skiftede i september 2022 til Everton på en permanent aftale.

## Landsholdskarriere
Garner har repræsenteret England på flere ungdomsniveauer.